# Transporteur lysosomal d'acide aminé
Un transporteur lysosomal d'acide aminé, également appelé LYAAT (Lysosomial Amino Acid Transporter), est une protéine lysosomale impliquée dans le clivage d'acides aminés spécifiques et ayant pour apport énergétique un canal à protons utilisant le gradient sortant d'H+ depuis l'intérieur des vésicules lysosomales. 
LYAAT-1 serait également impliquée dans certaines cellules neuronales et l'acheminement de neurotransmetteurs au lysosome par antiport H+/molécule.

## Note
- LYAAT-1 a fait l'objet en 2007 de la partie Biologie cellulaire du concours de PCEM1 de la faculté de médecine Paris Descartes.